# Aeroporto di Xuçand
L'aeroporto di Chujand, anche noto con il nome commerciale di Фурудгоҳи Байналмилалии Хуҷанд - Khujand International Airport, (IATA: LBD, ICAO: UTDL) è un aeroporto tagico definito come internazionale dalle autorità aeronautiche locali, situato 10 chilometri a Sud-est della città di Chujand, capoluogo della provincia di Suǧd nell'estrema parte settentrionale della Repubblica del Tagikistan, non distante dal confine con l'Uzbekistan.

## Dati tecnici
La struttura, posta all'altitudine di 442 m sul livello del mare, è dotata di un unico terminal e di una sola pista d'atterraggio con fondo in asfalto e cemento, lunga 3 200 m e larga 50 m con orientamento 08/26.
L'aeroporto è anche dotato di una piazzola in asfalto e cemento di 20 m di diametro per elicotteri.